# Fritz Aanes
Fritz Aanes (ur. 20 lipca 1978 w Narviku) – norweski zapaśnik. Uczestnik Igrzysk Olimpijskich w 2000 i 2004 roku.
Podczas igrzysk olimpijskich w 2000 w kategorii 85 kg zawody ukończył z 4 pozycją, lecz po pozytywnym teście antydopingowym i wykryciu nielegalnych substancji w jego ciele, zdyskwalifikowano go na 2 lata. Do uprawiania sportu wrócił w 2004 roku podczas igrzysk olimpijskich w Atenach, gdzie zakończył swój udział (kat. 84 kg) w eliminacjach.
Czwarty na mistrzostwach świata w 2003. Dziewiąty na mistrzostwach Europy w 2005. Zdobył cztery medale na mistrzostwach nordyckich w latach 1998 - 2005.